# Giovanni Michelucci
Giovanni Michelucci Giovanni Michelucci (ur. 2 stycznia 1891 w Pistoi, zm. 31 grudnia 1990 we Florencji) – włoski architekt, jeden z ważniejszych przedstawicieli włoskiego modernizmu.
Jego projekty urbanistyczne z lat 30. XX wieku powstawały w nurcie umiarkowanego modernizmu. W latach 1934–1937 zaprojektował florencką stację kolejową Firenze Santa Maria Novella. W latach 60. XX wieku przestał tworzyć w stylu modernistycznym. W 1961 roku zaprojektował kościół św. Jana pod Florencją.